# Hydromyles globulosus
Hydromyles globulosus is een slakkensoort uit de familie van de Hydromylidae. De wetenschappelijke naam van de soort is voor het eerst geldig gepubliceerd in 1825 door Rang.